# Terry Williams (condamné à mort)
Pour les articles homonymes, voir Terry Williams.
Terry Williams, de son vrai nom Terrance Williams, est un américain de Pennsylvanie né en 1968, condamné à mort pour le meurtre de deux personnes quand il avait 17 et 18 ans, et dont l'exécution était initialement prévue le 3 octobre 2012.

## Conditions du procès
Selon une pétition pour réclamer sa grâce, signée par près de 150 ex-juges et procureurs, spécialistes de l'enfance et de la santé, et d'anciens jurés à son procès, Terry Williams, victime d'abus sexuels répétés pendant son enfance, a tué alors qu'il avait 17 ans puis 18 ans deux de ses derniers agresseurs présumés. Lors de son procès, il n'a jamais évoqué les raisons de ces meurtres. Les jurés signataires de la pétition indiquent en septembre 2012 que s'ils avaient été au courant des faits, ils n'auraient pas demandé la peine de mort, mais la prison à vie. De son côté, la veuve de Amos Norwood, la seconde personne assassinée par T. Williams, plaide elle aussi pour une commutation de la peine.

## Absence finale de recours
Tous les recours ultérieurs ayant échoué, sauf grâce du gouverneur de Pennsylvanie, Terry Williams devrait être exécuté après avoir passé toute sa vie d'adulte en prison.
Le New York Times souligne que, depuis que la peine de mort a été rétablie en Pennsylvanie, ce serait la première fois en cinquante ans qu'un condamné contestant sa sentence serait exécuté. Alors qu'une commission d'État étudie l'opportunité de l'abolition de la peine de mort, pour des raisons de coûts et d'injustice, l'éditorial du journal, après avoir rappelé les pressions faites sur un accusateur pour masquer l'existence de relations sexuelles entre l'accusé et la victime, conclut à la nécessité de cette abolition.

## Soutien de l'Union européenne
Le 13 septembre 2012, un journal français rapporte que la représentation aux États-Unis de l'Union européenne est intervenue auprès de Tom Corbett, gouverneur de Pennsylvanie, pour réclamer sa grâce,.

## Suspension de l'exécution et nouvelle audition
Le 28 septembre 2012, une juge de l'état de Pennsylvanie, Teresa Saramina, suspend l'exécution de Williams. Elle considère que le ministère public a caché sciemment des éléments incriminant une des victimes de Williams, Amos Norwood, le dépeignant comme un homme innocent alors qu'il détenait des éléments susceptibles de constituer des preuves de maltraitance de la part de Norwood sur des jeunes enfants, ainsi que des éléments indiquant qu'il aurait eu un rapport sexuel tarifé avec Williams peu de temps avant sa mort. Au vu des éléments, la cour suprême de Pennsylvanie confirme la décision du juge Saramina le 3 octobre 2012. 
Williams sera à nouveau entendu devant jury et a la possibilité de faire commuer sa peine en prison à perpétuité sans libération conditionnelle possible.